# 山田有徳
山田 有徳（やまだ ありのり）は、戦国時代の武将。島津氏の家臣。

## 略歴
山田有親の長男として誕生する。父・有親は天文年間の初め頃に薩州島津家の島津実久に与して島津忠良・貴久父子に反目、天文2年（1533年）に降伏したものの二心を疑われて切腹に処された。忠良はそれを後悔し、有徳に山田氏の本貫地である日置郡山田を継がせた。
有徳は貴久の家臣として活躍、大隅国宮之浦での合戦の際は、鼻の左に刀傷を負いながらも太刀始めとなった。弘治元年（1555年）の蒲生北村城攻めでも功を上げ市来の地頭に、更に串木野地頭に任じられた。しかし、串木野に居を移して間もなく病にかかり、本貫地である山田で養生したものの5月25日（年度不明）に病死した。